# Kazimierz Jarochowski
Kazimierz Jarochowski (ur. 12 września 1828 w Sokolnikach Małych, zm. 24 marca 1888), historyk, publicysta Dziennika Poznańskiego, współzałożyciel Poznańskiego Towarzystwa Przyjaciół Nauk.

## Życiorys

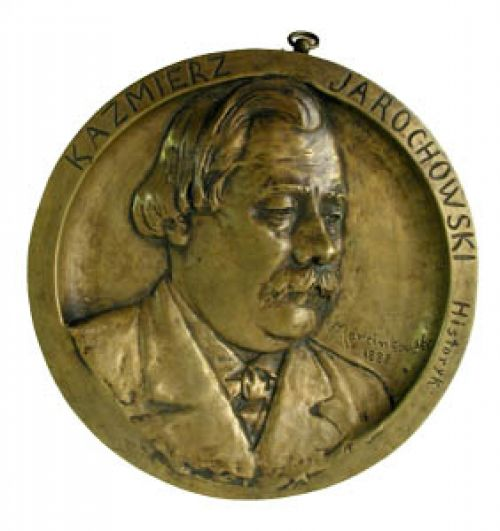
W. Marcinkowski. Kazimierz Jarochowski

Jako uczeń Gimnazjum św. Marii Magdaleny w Poznaniu zaangażował się w działalność konspiracyjną, za co został aresztowany w lipcu 1846 i więziony przez pół roku. Po uwolnieniu powrócił do gimnazjum, zdał maturę i rozpoczął w 1847 studia prawnicze w Berlinie. Po roku przerwał studia i w szeregach polskiego legionu akademickiego uczestniczył w walkach w Wielkopolsce. Studia ukończył w 1850. Podjął pracę w sądownictwie, w 1862 został mianowany sędzią powiatowym w Poznaniu. Podejrzewany o działalność antyrządową, wielokrotnie był poddawany szykanom przez władze pruskie.
W 1857 był jednym ze współtwórców Poznańskiego Towarzystwa Przyjaciół Nauk. Redagował „Roczniki” towarzystwa, od 1878 pełnił funkcję wiceprezesa i przewodniczącego Wydziału Historyczno-Literackiego. Był jednym z autorów haseł do 28 tomowej Encyklopedii Powszechnej Orgelbranda z lat 1859–1868. Jego nazwisko wymienione jest w I tomie z 1859 roku na liście twórców zawartości tej encyklopedii.
W 1878 został członkiem korespondentem Akademii Umiejętności w Krakowie. Wziął udział w zjeździe historyków dla uczczenia Jana Długosza w Krakowie w 1880, a także w kongresie historyków saskich w Dreźnie w 1883. Był członkiem komitetu obchodów 300-lecia śmierci Jana Kochanowskiego.
W 1882, po służbowym przeniesieniu do Sulęcina, złożył dymisję i przeszedł na emeryturę, co umożliwiło mu powrót do Poznania. W 1887 uzyskał mandat do sejmu pruskiego; zmarł rok później. Z małżeństwa z Marią z Koszutskich miał czworo dzieci, dwie córki i dwóch synów.
Był pionierem badań historycznych nad epoką saską w Polsce. Napisał około 50 monografii, artykułów i rozpraw poświęconych XVII i XVIII wiekowi, wydał także zbiór dokumentów do panowania Augusta II w sześciu tomach (Teka Gabriela Junoszy Podoskiego, 1854–1861).

## Najważniejsze prace
- Dzieje panowania Augusta II (trzy tomy, 1697 – 1701, 1702 – 1704 1704 – 1709) (1856–1890)
- Opowiadania historyczne (1860)
- Wielkopolska w czasie pierwszej wojny szwedzkiej od 1655 do 1657 (1864)
- Sprawa Kalksteina 1670-1672 (1878)
- Oblężenie Poznania przez Patkula. Epizod kampanii roku 1704 (1879)
- Jesienna kampania Karola XII i Augusta II z roku 1704 (1881)
- Nowe opowiadania i studya historyczne (1882)
- Z czasów saskich spraw wewnętrznych polityki i wojny (1886)
- Rozprawy historyczno-krytyczne Kaźmierza Jarochowskiego (1889)